# Mezistátní utkání české hokejové reprezentace v sezóně 2000/2001
Mezistátních utkání české hokejové reprezentace v sezóně 2000/2001 bylo celkem 29 s celkovou bilancí 16 vítězství, 1 remíza a 12 porážek. Nejprve odehrála reprezentace 1 přátelský zápas se Slovenskem, pak 3 zápasy na Česká pojišťovna Cupu 2000, následovaly 3 zápasy na Karjala Cupu 2000 a 3 zápasy na Baltika Cupu 2000. Potom to byly 4 zápasy na únorových Švédských hokejových hrách 2001. Následovalo 6 přátelských zápasů a 9 zápasů na Mistrovství světa v ledním hokeji 2001.

## Přehled mezistátních zápasů
| Pořadí | Datum        |       | Výsledek                           | Soupeř    | Soutěž                       | Místo utkání    |
| ------ | ------------ | ----- | ---------------------------------- | --------- | ---------------------------- | --------------- |
| 1400.  | 29. 8. 2000  | Česko | 6 : 1 (2:0, 1:0, 3:1)              | Slovensko | přátelsky                    | Brno            |
| 1401.  | 31. 8. 2000  | Česko | 2 : 3 (1:0, 0:2, 1:1)              | Švédsko   | Česká pojišťovna Cup 2000    | Zlín            |
| 1402.  | 2. 9. 2000   | Česko | 1 : 2 (1:0, 0:2, 0:0)              | Rusko     | Česká pojišťovna Cup 2000    | Zlín            |
| 1403.  | 3. 9. 2000   | Česko | 2 : 1pp (1:1, 0:0, 0:0 - 1:0)      | Finsko    | Česká pojišťovna Cup 2000    | Zlín            |
| 1404.  | 9. 11. 2000  | Česko | 1 : 4 (0:1, 0:3, 1:0)              | Švédsko   | Karjala Cup 2000             | Jönköping       |
| 1405.  | 11. 11. 2000 | Česko | 1 : 2sn (0:1, 0:0, 1:0 - 0:0, 0:1) | Finsko    | Karjala Cup 2000             | Helsinky        |
| 1406.  | 12. 11. 2000 | Česko | 1 : 2 (1:1, 0:1, 0:0)              | Rusko     | Karjala Cup 2000             | Helsinky        |
| 1407.  | 17. 12. 2000 | Česko | 4 : 2 (1:1, 1:0, 2:1)              | Švédsko   | Baltika Cup 2000             | Moskva          |
| 1408.  | 18. 2. 2000  | Česko | 4 : 5sn (2:1, 2:1, 0:2 - 0:0, 0:1) | Rusko     | Baltika Cup 2000             | Moskva          |
| 1409.  | 20. 12. 2000 | Česko | 6 : 2 (3:2, 3:0, 0:0)              | Finsko    | Baltika Cup 2000             | Moskva          |
| 1410.  | 6. 2. 2001   | Česko | 1 : 2 (0:0, 0:1, 1:1)              | Rusko     | Švédské hokejové hry 2001    | Pardubice       |
| 1411.  | 7. 2. 2001   | Česko | 2 : 3pp (2:1, 0:0, 0:1 - 0:1)      | Finsko    | Švédské hokejové hry 2001    | Stockholm       |
| 1412.  | 9. 2. 2001   | Česko | 1 : 3 (0:0, 1:2, 0:1)              | Kanada    | Švédské hokejové hry 2001    | Stockholm       |
| 1413.  | 10. 2. 2001  | Česko | 2 : 1 (0:1, 1:0, 1:0)              | Švédsko   | Švédské hokejové hry 2001    | Stockholm       |
| 1414.  | 6. 4. 2001   | Česko | 2 : 4 (0:2, 0:1, 2:1)              | Švýcarsko | přátelsky                    | Mladá Boleslav  |
| 1415.  | 7. 4. 2001   | Česko | 5 : 3 (0:2, 2:0, 3:1)              | Švýcarsko | přátelsky                    | Příbram         |
| 1416.  | 10. 4. 2001  | Česko | 3 : 1 (3:1, 0:0, 0:0)              | Slovensko | přátelsky                    | Olomouc         |
| 1417.  | 11. 4. 2001  | Česko | 4 : 8 (1:3, 2:3, 1:2)              | Slovensko | přátelsky                    | Martin          |
| 1418.  | 21. 4. 2001  | Česko | 2 : 2 (0:0, 1:1, 1:1)              | Rusko     | přátelsky                    | Brno            |
| 1419.  | 22. 4. 2001  | Česko | 2 : 4 (0:1, 2:1, 0:2)              | Rusko     | přátelsky                    | Zlín            |
| 1420.  | 28. 4. 2001  | Česko | 5 : 1 (0:1, 3:0, 2:0)              | Bělorusko | Mistrovství světa 2001 (ZS)  | Norimberk       |
| 1421.  | 29. 4. 2001  | Česko | 2 : 2 (1:1, 1:1, 0:0)              | Německo   | Mistrovství světa 2001 (ZS)  | Kolín nad Rýnem |
| 1422.  | 1. 5. 2001   | Česko | 3 : 1 (0:1, 1:0, 2:0)              | Švýcarsko | Mistrovství světa 2001 (ZS)  | Norimberk       |
| 1423.  | 5. 5. 2001   | Česko | 4 : 3 (0:0, 2:2, 2:1)              | Rusko     | Mistrovství světa 2001 (OFS) | Hannover        |
| 1424.  | 6. 5. 2001   | Česko | 11 : 0 (3:0, 7:0, 1:0)             | Itálie    | Mistrovství světa 2001 (OFS) | Hannover        |
| 1425.  | 8. 5. 2001   | Česko | 4 : 2 (1:1, 2:0, 1:1)              | Kanada    | Mistrovství světa 2001 (OFS) | Hannover        |
| 1426.  | 10. 5. 2001  | Česko | 2 : 0 (1:0, 1:0, 0:0)              | Slovensko | Mistrovství světa 2001 (ČTF) | Hannover        |
| 1427.  | 12. 5. 2001  | Česko | 3 : 2sn (1:0, 0:1, 1:1 - 0:0, 1:0) | Švédsko   | Mistrovství světa 2001 (SMF) | Hannover        |
| 1428.  | 13. 5. 2001  | Česko | 3 : 2pp (0:1, 0:1, 2:0 - 1:0)      | Finsko    | Mistrovství světa 2001 (FIN) | Hannover        |

## Bilance sezóny 2000/01
| Soupeř    | Zápasy | Výhry | Remízy | Prohry | Skóre |
| --------- | ------ | ----- | ------ | ------ | ----- |
| Bělorusko | 1      | 1     | 0      | 0      | 5:1   |
| Finsko    | 5      | 3     | 0      | 2      | 14:10 |
| Itálie    | 1      | 1     | 0      | 0      | 11:0  |
| Kanada    | 2      | 1     | 0      | 1      | 5:5   |
| Německo   | 1      | 1     | 0      | 0      | 2:2   |
| Rusko     | 7      | 1     | 1      | 5      | 15:20 |
| Slovensko | 4      | 3     | 0      | 1      | 15:10 |
| Švédsko   | 5      | 3     | 0      | 2      | 12:12 |
| Švýcarsko | 3      | 2     | 0      | 1      | 10:8  |
| Celkem    | 29     | 16    | 1      | 12     | 89:68 |

## Reprezentovali v sezóně 2000/01
| Post     | Hráč             | Zápasy | Branky | Minuty | Klub                    |
| -------- | ---------------- | ------ | ------ | ------ | ----------------------- |
| Brankáři | Milan Hnilička   | 10     | 15     | 601    | Atlanta Thrashers       |
|          | Vladimír Hudáček | 6      | 19     | 340    | HC Continental Zlín     |
|          | Roman Málek      | 2      | 5      | 84     | HC Slavia Praha         |
|          | Zdeněk Orct      | 1      | 4      | 60     | HC Chemopetrol Litvínov |
|          | Martin Prusek    | 1      | 5      | 65     | HC Vítkovice            |
|          | Dušan Salfický   | 11     | 20     | 627    | HC Keramika Plzeň       |

| Post     | Hráč              | Zápasy | Branky | Asis | Body | +/− | TM | Klub                        |
| -------- | ----------------- | ------ | ------ | ---- | ---- | --- | -- | --------------------------- |
| Obránci  | Mario Cartelli    | 6      | 0      | 0    | 0    | -1  | 4  | HC Oceláři Třinec           |
|          | David Havíř       | 4      | 0      | 0    | 0    | -1  | 6  | HC Znojemští Orli           |
|          | Vladimír Holík    | 4      | 0      | 0    | 0    | -1  | 4  | HC Znojemští Orli           |
|          | František Kaberle | 11     | 1      | 0    | 1    | 7   | 4  | Atlanta Thrashers           |
|          | Petr Kadlec       | 10     | 0      | 1    | 1    | 4   | 6  | HC Slavia Praha             |
|          | Filip Kuba        | 11     | 2      | 1    | 3    | 8   | 6  | Minnesota Wild              |
|          | Pavel Kubina      | 11     | 2      | 3    | 5    | 13  | 20 | Tampa Bay Lightning         |
|          | Radek Martínek    | 24     | 1      | 6    | 7    | 22  | 20 | HC České Budějovice         |
|          | Jiří Marušák      | 6      | 0      | 0    | 0    | -3  | 2  | HC Continental Zlín         |
|          | Angel Nikolov     | 12     | 0      | 3    | 3    | 5   | 6  | HC Chemopetrol Litvínov     |
|          | David Nosek       | 4      | 0      | 0    | 0    | -1  | 2  | HC Oceláři Třinec           |
|          | Radek Philipp     | 4      | 0      | 0    | 0    | 0   | 0  | HC Vítkovice                |
|          | Karel Pilař       | 18     | 1      | 2    | 3    | 14  | 12 | HC Chemopetrol Litvínov     |
|          | Aleš Píša         | 10     | 0      | 2    | 2    | 7   | 4  | HC IPB Pojišťovna Pardubice |
|          | Martin Richter    | 7      | 1      | 0    | 1    | 4   | 4  | SaiPa                       |
|          | Jan Srdínko       | 4      | 0      | 0    | 0    | 1   | 4  | HC Slovnaft Vsetín          |
|          | Jaroslav Špaček   | 11     | 0      | 3    | 3    | 9   | 6  | Chicago Blackhawks          |
|          | Martin Štěpánek   | 11     | 0      | 0    | 0    | 4   | 4  | HIFK Hockey                 |
|          | Radim Tesařík     | 12     | 0      | 2    | 2    | -2  | 8  | HC Slovnaft Vsetín          |
|          | Jiří Vykoukal     | 6      | 0      | 1    | 1    | 2   | 0  | Espoo Blues                 |
|          | Libor Zábranský   | 8      | 0      | 2    | 2    | -4  | 8  | HC Sparta Praha             |
|          | Marek Židlický    | 3      | 0      | 0    | 0    | -3  | 16 | HIFK Hockey                 |
|          | Tomáš Žižka       | 10     | 0      | 0    | 0    | 1   | 4  | HC Continental Zlín         |
| Útočníci | Jaroslav Bednář   | 7      | 1      | 0    | 1    | -2  | 6  | HIFK Hockey                 |
|          | Kamil Brabenec    | 4      | 1      | 0    | 1    | 1   | 2  | HC České Budějovice         |
|          | Jiří Burger       | 4      | 0      | 0    | 0    | 0   | 0  | HC Slovnaft Vsetín          |
|          | Petr Čajánek      | 29     | 7      | 10   | 17   | 31  | 36 | HC Continental Zlín         |
|          | Jiří Dopita       | 16     | 2      | 2    | 4    | 2   | 10 | HC Slovnaft Vsetín          |
|          | Radek Dvořák      | 11     | 5      | 5    | 10   | 18  | 8  | New York Rangers            |
|          | Jaroslav Hlinka   | 17     | 3      | 0    | 3    | 6   | 12 | HC Sparta Praha             |
|          | Viktor Hübl       | 14     | 3      | 4    | 7    | 15  | 6  | HC Slavia Praha             |
|          | Martin Chabada    | 6      | 2      | 0    | 2    | 2   | 8  | HC Sparta Praha             |
|          | Martin Jenáček    | 2      | 0      | 0    | 0    | 0   | 0  | HC Continental Zlín         |
|          | Roman Kaděra      | 3      | 0      | 0    | 0    | 0   | 2  | HC Vítkovice                |
|          | Aleš Kotalík      | 11     | 1      | 1    | 2    | -2  | 4  | HC České Budějovice         |
|          | Ondřej Kratěna    | 3      | 0      | 0    | 0    | 0   | 0  | HC Sparta Praha             |
|          | Vojtěch Kubinčák  | 7      | 0      | 2    | 2    | 2   | 2  | HC Chemopetrol Litvínov     |
|          | Jaroslav Kudrna   | 2      | 0      | 1    | 1    | 1   | 0  | HC IPB Pojišťovna Pardubice |
|          | Radek Matějovský  | 7      | 2      | 0    | 2    | 4   | 20 | HC Slavia Praha             |
|          | Marek Melenovský  | 2      | 0      | 0    | 0    | 0   | 0  | HC Femax Havířov            |
|          | Michal Mikeska    | 3      | 1      | 2    | 3    | 5   | 0  | HC IPB Pojišťovna Pardubice |
|          | David Moravec     | 21     | 6      | 5    | 11   | 12  | 10 | HC Vítkovice                |
|          | Václav Nedorost   | 5      | 0      | 0    | 0    | -2  | 2  | HC České Budějovice         |
|          | Miroslav Okál     | 4      | 1      | 1    | 2    | 3   | 0  | HC Continental Zlín         |
|          | Martin Paroulek   | 8      | 1      | 0    | 1    | -2  | 2  | HC Slovnaft Vsetín          |
|          | Pavel Patera      | 11     | 0      | 5    | 5    | 7   | 2  | Cleveland Lumberjack        |
|          | Kamil Piroš       | 11     | 5      | 3    | 8    | 13  | 0  | HC Chemopetrol Litvínov     |
|          | Libor Pivko       | 1      | 0      | 0    | 0    | -2  | 0  | HC Femax Havířov            |
|          | Tomáš Plekanec    | 2      | 0      | 0    | 0    | -1  | 4  | HC Vagnerplast Kladno       |
|          | Martin Procházka  | 17     | 7      | 3    | 10   | 13  | 8  | HC Vítkovice                |
|          | Milan Procházka   | 2      | 0      | 0    | 0    | 0   | 4  | HC Znojemští Orli           |
|          | Robert Reichel    | 17     | 5      | 11   | 16   | 24  | 20 | HC Chemopetrol Litvínov     |
|          | Martin Ručinský   | 14     | 4      | 5    | 9    | 17  | 34 | Montreal Canadiens          |
|          | Michal Straka     | 3      | 0      | 0    | 0    | -1  | 0  | HC Keramika Plzeň           |
|          | Petr Sýkora       | 3      | 1      | 0    | 1    | 0   | 0  | HC IPB Pojišťovna Pardubice |
|          | Jan Tomajko       | 15     | 0      | 1    | 1    | -3  | 2  | HC Slovnaft Vsetín          |
|          | Viktor Ujčík      | 20     | 11     | 2    | 13   | 26  | 10 | HC Slavia Praha             |
|          | Tomáš Vlasák      | 22     | 5      | 10   | 15   | 27  | 32 | Los Angeles Kings           |
|          | Pavel Vostřák     | 14     | 3      | 4    | 7    | 16  | 6  | HC Keramika Plzeň           |
|          | Vladimír Vůjtek   | 6      | 2      | 3    | 5    | 6   | 6  | HC Sparta Praha             |
|          | David Výborný     | 10     | 2      | 0    | 2    | 2   | 4  | Columbus Blue Jackets       |

| Trenéři           | Funkce   |
| ----------------- | -------- |
| Josef Augusta     | Hlavní   |
| Vladimír Martinec | Asistent |

## Přátelské mezistátní zápasy
Česko -  Slovensko	6:1 (2:0, 1:0, 3:1)
29. srpna 2000 - Brno	

Branky Česka: 14. Martin Chabada, 20. Vladimír Vůjtek, 39. Viktor Ujčík, 49. Jaroslav Bednář, 54. Martin Procházka, 58. Vladimír Vůjtek

Branky Slovenska: 52. Cíger.

Rozhodčí: Karabanov (RUS) – Bádal, Pouzar (CZE)

Vyloučení: 8:9 (1:0, 1:0)

Diváků: 5 000
Česko: Vladimír Hudáček – Radim Tesařík, Libor Zábranský, Jiří Vykoukal, Martin Štěpánek, Petr Kadlec, Tomáš Žižka, Aleš Píša – David Moravec, Jiří Dopita, Martin Procházka – Vladimír Vůjtek, Jaroslav Hlinka, Martin Chabada – Jaroslav Bednář, Viktor Ujčík, Michal Mikeska – Miroslav Okál, Petr Čajánek, Martin Paroulek.
Slovensko: Lipovský – Novotný, Sekeráš, Milo, Štrbák, Čakajík, Ďurčo – Hreus, Hurtaj, Cíger – Kapuš, Daňo, Uram – Pardavý, Miroslav Hlinka, Opatovský – Plch, Šechný, Török.

 Česko -  Švýcarsko 	2:4 (0:2, 0:1, 2:1)
6. dubna 2001 - Mladá Boleslav	

Branky Česka: 44. Radek Martínek, 58. Petr Čajánek

Branky Švýcarska: 2. Rüthemann, 19. Bezina, 34. Demuth, 48. Lachmatov.

Rozhodčí: Schimm (GER) – Bádal, Pouzar (CZE)

Vyloučení: 5:6 (1:2)

Diváků: 1 700
Česko: Vladimír Hudáček – Martin Richter, Radek Martínek, Vladimír Holík, David Havíř, Karel Pilař, Angel Nikolov, David Nosek, Radek Philipp – Pavel Vostřák, Petr Čajánek, Tomáš Vlasák – Aleš Kotalík, Václav Nedorost, Libor Pivko – Vojtěch Kubinčák, Kamil Piroš, Radek Matějovský – Martin Jenáček, Tomáš Plekanec, Milan Procházka.
Švýcarsko: Gerber – Jobin, Steinegger, Bezina, Sutter, Höhener, Hänni, Lachmatov, Ziegler – Reichert, Plüss, Wichser – Demuth, Rötheli, Rüthemann – Schmeider, Rizzi, Peterlini – Duka, Chatelain, Mouther.

 Česko -  Švýcarsko 	5:3 (0:2, 2:0, 3:1)
7. dubna 2001 - Příbram	

Branky Česka: 33. Kamil Piroš, 35. Martin Richter, 44. Tomáš Vlasák, 51. Viktor Hübl, 53. Tomáš Vlasák

Branky Švýcarska: 11. Plüss, 14. a 47. Demuth.

Rozhodčí: Schimm (GER) – Bádal, Pouzar (CZE)

Vyloučení: 7:8 (2:2)

Diváků: 2 500
Česko: Roman Málek – Martin Richter, Radek Martínek, Vladimír Holík, David Havíř, Karel Pilař, Angel Nikolov, David Nosek, Radek Philipp – Pavel Vostřák, Petr Čajánek, Tomáš Vlasák – Aleš Kotalík, Václav Nedorost, Viktor Hübl – Vojtěch Kubinčák, Kamil Piroš, Radek Matějovský – Martin Jenáček, Tomáš Plekanec, Milan Procházka.
Švýcarsko: Pavoni – Bezina, Sutter, Jobin, Steineger, Höhener, Ziegler, Hänni – Demuth, Rötheli, Rüthemann – Reichert, Plüss, Wischer – Palerlini, Rizzi, Schneider – Mouther, Chatelain, Lachmatov – Duca.

 Česko -  Slovensko	3:1 (3:1, 0:0, 0:0)
10. dubna 2001 - Olomouc

Branky Česka: 4. Petr Čajánek, 5. David Moravec, 15. Viktor Ujčík

Branky Slovenska: 12. Somík.

Rozhodčí: Karas (POL) – Barvíř, Bláha (CZE)

Vyloučení: 5:6 (0:1)

Diváků: 4 820
Česko: Dušan Salfický – Martin Richter, Radek Martínek, Karel Pilař, Angel Nikolov, Vladimír Holík, David Nosek, Radek Philipp – Pavel Vostřák, Petr Čajánek, Tomáš Vlasák – David Moravec, Kamil Piroš, Martin Procházka – Aleš Kotalík, Václav Nedorost, Vojtěch Kubinčák – Viktor Ujčík, Viktor Hübl, Radek Matějovský.
Slovensko: Lipovský – Urban, Rich, Rich. Pavlikovský, Tabaček, Droppa, Hecl, Čierny, Surový, Nadášdi – Rast. Pavlikovský, Cíger, Somík – Petrovický, Pucher, Uram – Tomík, A. Nedorost, Döme – Kulha, Mir. Miroslav Hlinka, Sabol.

 Česko -  Slovensko	4:8 (1:3, 2:3, 1:2)
11. dubna 2001 - Martin	

Branky Česka: 12. Martin Procházka, 30. Karel Pilař, 32. Petr Čajánek, 45. Viktor Ujčík

Branky Slovenska: 3. Surový, 9. A. Nedorost, 16. a 25. Kulha, 34. Miroslav Hlinka, 36. a 47. Petrovický, 59. Uram.

Rozhodčí: Beniač – Lauff, Halecký (SVK)

Vyloučení: 7:7 (1:3, 1:0)

Diváků: 4 000
Česko: Vladimír Hudáček – Martin Richter, Radek Martínek, Karel Pilař, Angel Nikolov, Vladimír Holík, David Havíř, David Nosek, Radek Philipp – Pavel Vostřák, Petr Čajánek, Tomáš Vlasák – David Moravec, Kamil Piroš, Martin Procházka – Aleš Kotalík, Václav Nedorost, Vojtěch Kubinčák – Viktor Ujčík, Viktor Hübl, Radek Matějovský.
Slovensko: Rybár – Urban, Čierny, Tabaček, Droppa, Nadašdi, Rich. Pavlikovský – Tomík, A. Nedorost, Döme – Petrovický, Pucher, Uram – Rast. Pavlikovský, Cíger, Somík – Kulha, Miroslav Hlinka, Surový.

 Česko -  Rusko 	2:2 (0:0, 1:1, 1:1)
21. dubna 2001 - Brno

Branky Česka: 33. Radek Dvořák, 42. Filip Kuba

Branky Ruska: 27. a 57. Golc.

Rozhodčí: Mihálik (SVK) – Barvíř, Blümel (CZE)

Vyloučení: 4:5

Diváků: 8 000
Česko: Milan Hnilička – Pavel Kubina, Jaroslav Špaček, Filip Kuba, František Kaberle, Karel Pilař, Angel Nikolov, Martin Richter, Radek Martínek – Radek Dvořák, Robert Reichel, Martin Ručinský – David Moravec, Pavel Patera, Martin Procházka – Viktor Ujčík, Petr Čajánek, Tomáš Vlasák – Jaroslav Hlinka, Václav Nedorost, Viktor Hübl.
Rusko: Štalenkov – Tverdovskij, Krasotkin, Višněvskij, Orechovskij, Žukov, Jevstavfjev, Bykov, Ždan, Kuchtinov – Gusmanov, Razin, Golc – Kuvaldin, Prokopjev, Karpov – Kuzněcov, Kasjanov, Charitonov – Dobryškin, Dacjuk, But – Zolotov.

 Česko -  Rusko 	2:4 (0:1, 2:1, 0:2)
22. dubna 2001 - Zlín	

Branky Česka: 23. Tomáš Vlasák, 35. Martin Ručinský

Branky Ruska: 5. But, 38. Gusmanov, 42. Kuvaldin, 44. Dobryškin.

Rozhodčí: Mihálik (SVK) – Pouzar, Blümel (CZE)

Vyloučení: 2:5

Diváků: 7 015
Česko: Dušan Salfický – Pavel Kubina, Jaroslav Špaček, Radim Tesařík, Radek Martínek, František Kaberle, Martin Richter, Angel Nikolov – Radek Dvořák, Robert Reichel, Martin Ručinský – David Výborný, Jiří Dopita, Jan Tomajko – David Moravec, Pavel Patera, Martin Procházka – Viktor Ujčík, Petr Čajánek, Tomáš Vlasák.
Rusko: Sokolov – Varlamov, Krasotkin, Višněvskij, Orechovskij, Kuchtinov, Jevstafjev, Bykov, Ždan – Gusmanov, Razin, Golc – Kuvaldin, Prokopjev, Charitonov – Kuzněcov, Kasjanov, But – Dobryškin, Skugarev, Zolotov.